# Дом-музей В. И. Ленина (Казань)
Дом-музей Владимира Ильича Ленина — музей, расположенный в городе Казань, на улице Ульянова-Ленина, дом 58.

## Описание музея

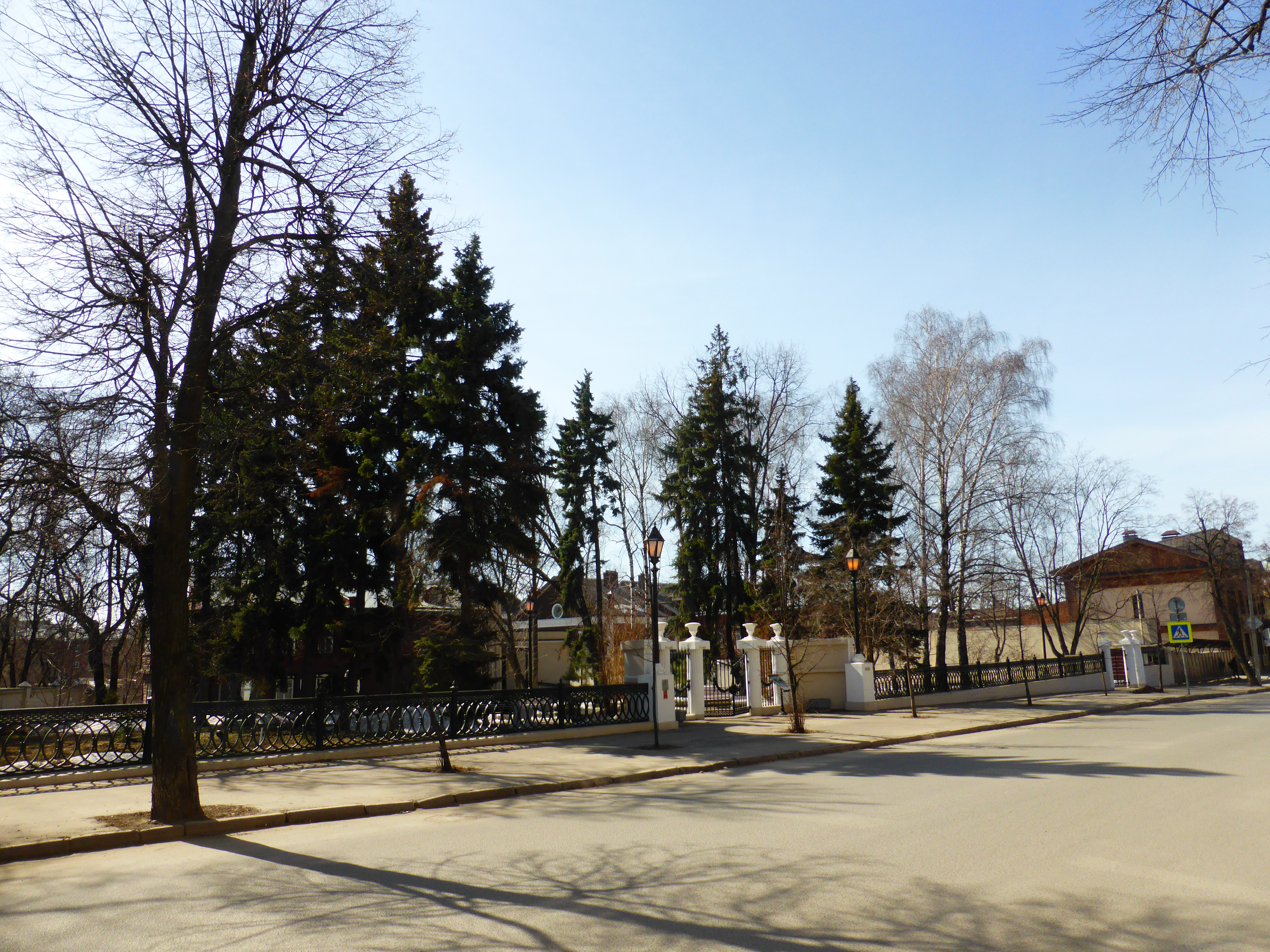

Казанский Дом-музей В. И. Ленина — мемориальный, он воссоздаёт бытовые условия семьи Ульяновых. Обстановка дома, в том числе подлинные вещи, детали быта — всё это помогает яснее понять влияние, оказанное семьёй на формирование личности Ленина как человека и революционера.
В экспозициях Дома-музея В. И. Ленина представлены подлинные документы, ксерокопии, справки, книги, фотографии, литературные источники. Казань, по определению Ленина, относилась к числу важнейших центров фабрично-заводской промышленности в европейской части России. Здесь было около восьмидесяти промышленных предприятий с числом рабочих до 5 тысяч человек.

## Предыстория
Владимир Ульянов решил поступить в Казанский Императорский университет. Его отец, Илья Николаевич Ульянов, учился в этом университете и окончил его с отличием. Семья Ульяновых по традиции ежегодно приезжала в Казань. Они решили переехать сюда на постоянное жительство из Симбирска.
30 мая 1887 года в газете «Симбирские губернские ведомости» появилось объявление: «Продаётся дом с садом, рояль и мебель. Московская улица, дом Ульяновой».
Ульяновы приехали в Казань в июне 1887 года. Сначала они остановились в доме Завьяловой (Профессорский переулок) у сестры Марии Александровны — Анны Александровны Веретенниковой, а лето провели в деревне Кокушкино. Вернувшись в Казань, Ульяновы сняли квартиру в доме Ростовой на Первой горе (ныне улица Ульяновых, дом 24). Вскоре Мария Александровна наняла новую квартиру в доме Соловьёвой на улице Ново-Комиссариатской (улица Комлева, дом 15).
Однако осенью 1888 года они поселились в доме Орлова, в котором впоследствии и стал располагаться Дом-музей. Дом Орловых находился на Первой горе, недалеко от Арского поля и представлял собой деревянный двухэтажный флигель, расположенный в глубине двора, имевший балкон и довольно живописный садик на горе. Мария Александровна сняла весь второй этаж флигеля и две кухни, расположенные в задней части дома на первом этаже.

## События биографии Ленина, представленные в музее
29 июля 1887 года Ульянов подал на имя ректора Императорского Казанского Университета прошение о приёме его на первый курс юридического факультета. Однако университетское начальство зачислить Владимира Ульянова в число студентов определённо побоялось. На его прошении появляется резолюция: «Отсрочить до получения характеристики». Лишь через две недели — 13 августа 1887 года, после получения из Симбирской гимназии характеристики, Владимир Ульянов был принят студентом на первый курс юридического факультета университета. Ему был выдан студенческий билет № 197 (в музее экспонируется фотокопия этого документа).
Когда сведения о расправе царизма над студентами Московского университета дошли до Казани, негодованию студенческой общественности не было предела. 4 декабря 1887 года в актовом зале Императорского Казанского университета состоялась историческая сходка-демонстрация студентов. Несмотря на строжайший запрет, в университете собирались землячества, нелегальный студенческий суд. На заседании совета землячеств были рассмотрены и утверждены:
- текст воззвания «Ко всем казанский студентам», который затем был размножен на гектографе;
- текст петиции ректору университета;
- намечена дата проведения сходки-демонстрации.

На сходку был вызван ректор, ему была предъявлена петиция (в музее экспонируется полный текст этой петиции). Явившись на сходку, ректор стал увещевать студентов, что такими действиями они ничего не добьются.
В тот же день Владимир Ильич написал на имя ректора прошение-протест об отчислении.

## История создания музея
Открытие музея состоялось 7 ноября 1937 года и было приурочено к 20-летию Великой Октябрьской социалистической революции. В создании музея и восстановлении квартиры семьи Ульяновых принимали активное участие младший брат Владимира Ленина — Дмитрий Ильич, его сёстры Мария Ильинична и Анна Ильинична Ульянова-Елизарова и двоюродный брат Н. И. Веретенников.